# شهاب الدين القسطلاني
شهاب الدين القَسْطَلّاني (851 - 923 هـ = 1448 - 1517 م) هو الشيخُ الإمام العلامة الحافظُ الحجَّة الرُّحَلة الفقيه المقرئ المسنِد المؤرخ الخطيبُ شهاب الدين أبو العباس أحمد بن محمد بن أبي بكر بن عبد الملك بن الزين أحمد بن الجمال محمد بن الصفي محمد بن المجد حسين بن التاج علي القسطلاني الأصل، القتيبي المصري الشافعي، ويعرف بالقسطلاني علَّامة الحديث، وأمُّه حليمة بنت الشيخ أبي بكر بن أحمد بن حميدة النحاس. مولده ووفاته في القاهرة وهو متأخر في زمانه عن قطب الدين القسطلاني المتوفى سنة 686 هـ.

## حياته العلمية
ولد في مصر في 12/ 11/ 851 هـ ، ونشأ فيها. حفظ القرآن الكريم ثم قرأ بالسبع على الشيخ السراج عمر بن قاسم الأنصاري. وقرأ بالقراءات الثلاث إلى قوله تعالى: «وَقالَ الَّذِينَ لا يَرْجُونَ لِقاءَنا» على الشيخ الزين عبد الغني الهيثمي ثم قرأ بالقراءات العشر على الشيخ الشهاب بن أسد. والشاطبيتين وَنصف الطّيبَة الجزرية والوردية في النَّحْو وغير ذلك.
أخذ الْفِقْه عَن الْفَخر المقسي تقسيماً والشهاب العيادي وقرأَ ربع العبادات من الْمِنْهَاج وَمن البيع وَغَيره من البهجة على الشمس اليامي وَقطعَة من الحاوي على الْبُرْهَان وَمن أول حَاشِيَة الْجلَال البكري على الْمِنْهَاج إِلَى أثْنَاء النكاح بِفَوَات في أثنائها على مؤلفها وَسمع مَوَاضِع فِي شرح الألفية وَسمع على المليوني والرضي الأوحاقي والسخاوي وَسمع صحيح البخاري بتمامه في خمسة مجالس على الشاوي وَقَرَأَ فِي الْفُنُون على جمَاعَة  ثم ارتحل إلى مكة المكرمة، وحج غير مرّة، وجاور سنة أربع وثمانين وثمان مائة، ثمَّ جاور مجاورة أُخْرَى سنة أَربع وَتِسْعين وَسمع بهَا عَن جمَاعَة ومِنْهُم النجم بن فَهد وَأَنه ولي مشيخة مقَام سَيِّدي الشَّيْخ أَحْمد بن أبي الْعَبَّاس الْحرار بالقرافة الصُّغْرَى وَأَنه عمل تأليفاً فِي مَنَاقِب الشَّيْخ الْمَذْكُور وَسَماهُ نزهة الْأَبرار فِي مَنَاقِب الشَّيْخ أبي الْعَبَّاس الْحرار، وَجلسَ للوعظ بالجامع الْعُمْرَى وَكَانَ يجْتَمع عِنْده جمع جم ثمَّ جلس في مصر شاهدا رفيقًا لبعض الفضلاء.
1. اشتهر بالتقوى والصلاح مما استوجب الثناء عليه، وفي هذا يقول الإمام الشوكاني: «وَكَانَ متعففاً جيد الْقِرَاءَة لِلْقُرْآنِ والْحَدِيث والخطابة شجي الصَّوْت مشارك فِي الْفَضَائِل متواضع متودد لطيف الْعشْرَة سريع الْحَرَكَة كثرت أسقامه واشتهر بالصلاح وَالتَّعَفُّف على طَرِيق أهل الْفَلاح قَالَ الشَّيْخ جَار الله ابْن فَهد وَلما اجْتمعت بِهِ فِي الرحلة الأولى أجازني بمؤلفاته ومروياته وفي الرحلة الثَّانِيَة عظّمني واعترف لي بِمَعْرِِفَة فني وتأدب معي وَلم يجلس على مرتبته بحضرتي فَالله يزِيد فِي إكرامه ويبلغه غَايَة مرامه.[7] ولم يكن له نظير في الوعظ، وكتب بخطه شيئاً كثيراً لنفسه ولغيره، وأقرأ الطلبة وتعاطى الشهادة ثم انجمح وأقبل على التأليف، وأعطى السعادة في قلمه وكلمه، وصنف التصانيف الكثيرة المقبولة التي سارت بها الركبان في حياته.[5]»

ويحكى أَن الْحَافِظ السُّيُوطِيّ كَانَ يغض منه وَيَزعم أَنه يَأْخُذ من كتبه ويستمد مِنْهَا وَلَا ينْسب النَّقْل إِلَيْهَا وانه ادّعى عَلَيْهِ بذلك بَين يَدي شيخ الْإِسْلَام زَكَرِيا، فألزمه بِبَيَان مدعاه، فعدد عَلَيْهِ مَوَاضِع قَالَ أَنه نقل فِيهَا عَن الْبَيْهَقِيّ، وَقَالَ أَن للبيهقي عدَّة مؤلفات فليذكر لنا مَا ذكر فِي أَي مؤلفاته ليعلم أَنه نقل عَن الْبَيْهَقِيّ وَلكنه رأى فِي مؤلفاتي ذَلِك النَّقْل عَن الْبَيْهَقِيّ فنقله برمتِهِ وَكَانَ الْوَاجِب عَلَيْهِ أَن يَقُول نقل السُّيُوطِيّ عَن الْبَيْهَقِيّ. وَحكى الشَّيْخ جَار الله بن فَهد رَحمَه الله أَن الشَّيْخ رَحمَه الله تَعَالَى قصد إزالة مَا فِي خاطر الْجلَال السُّيُوطِيّ فَمشى من الْقَاهِرَة إِلَى الرَّوْضَة، وَكَانَ الْجلَال السُّيُوطِيّ مُعْتَزِلا عَن النَّاس بالروضة، فوصل صَاحب التَّرْجَمَة إِلَى بَاب السُّيُوطِيّ ودق الْبَاب فَقَالَ لَهُ: من أَنْت؟ فأجاب: أَنا الْقُسْطَلَانِيّ جِئْت إِلَيْك حافياً مَكْشُوف الرَّأْس ليطيب خاطرك عَليّ. فَقَالَ لَهُ قد طَابَ خاطري عَلَيْك وَلم يفتح لَهُ الْبَاب وَلم يُقَابله.

## شيوخه
وذكر لَهُ عدَّة مَشَايِخ مِنْهُم: الشيخ خالد الأزهري النحوي، الفخر المقسمي، الجلال البكري. ونذكر أيضاً: محمد بن عبد الدائم البذالي، عمر بن قاسم الأنصاري النشار، عبد الغني الهيثمي، الزين عبد ائم، الشهاب العبادي، والبرهان العجلوني،زينب ابنة الشوبكي، وكذلك الشيخ الشاوى، قرأ عليه صحيح البخاري وسمع من الشيخ النجم بن فهد في مكة وتلقى عنه بعض العلوم ومن تلاميذه الحافظ السخاوي الذي قرأ بعض مؤلفاته عليه.

## مؤلفاته
ترك «أحمد بن محمد» للمكتبة الإسلامية بعض المصنفات في علوم مختلفة، فمن ذلك: «العقود السنية في شرح المقدمة الجزرية» في التجويد، و«الكنز في وقف حمزة وهشام على الهمز» وشرح على «الشاطبية» وصل فيه إلى الإدغام الصغير زَاد فِيهِ زيادات ابْن الجزرى مَعَ فَوَائِد غَرِيبَة لَا تُوجد فِي شرح غَيره. ومن مؤلفاته المشهورة: شرح البخاري المسمى «إرشاد الساري على صحيح البخاري عشرة أجزاء» في أربعة مجلدات. انتهى منه سنة 916 وَكتب على الطّيبَة قِطْعَة مزجاً وعَلى الْبردَة مزجاً أَيْضا سَمَّاهُ مَشَارِق الْأَنْوَار المضية في مدح خير الْبَريَّة (منه نسخة في دمشق، كما في تعليقات عبيد، وأخرى في خزانة الرباط) وتحفة السَّامع والقارى بِخَتْم صَحِيح البخاري، الأسعد في تلخيص الإرشاد من فروع الشافعية، العقود السنية في شرح حرز الأماني للشاطبي، فتح المواهبي في مناقب الشاطبي، قبس اللوامع في الأدعية والأذكار الجوامع، مشارق الأنوار المضية في شرح الكواكب الدرية، منهاج الابتهاج لشرح الجامع الصحيح لمسلم بن الحجاج، يقظة ذوي الاعتبار في موعظة أهل الاعتبار.
وأيضاً نذكر من مؤلفاته: نفائس الأفقاس في الروضة واللباس، والروض الزاهر في مناقب الشيخ عبد القادر، المواهب اللدنية بالمنح المحمدية، لطائف الإشارات في علم القراءات. ومسالك الحنفا في الصلاة على المصطفى، وبعض من قائمة مؤلفاته منشورة على شبكة الألوكة.

## وفاته
كانت وفاته ليلة الجمعة ثامن المحرم سنة 923 هـ الموافق 30/ 1/ 1517م، لعروض فالج له نشأ من تأثره ببلوغه قطع رأس إبراهيم بن عطاه الله المكي صديق السلطان الغوري، حيث سقط من دابته وأغمي عليه، فحمل إلى منزله ثم مات بعد أيام، بعد حياة حافلة بالعلم والتصنيف، وصلّي عليه بعد الجمعة بالجامع الأزهر. وَدفن بقبة قاضي القضاة بدر الدين العيني بِالْمَدْرَسَةِ العينية جوَار منزله بقرب جامع الأزهر. ووافق يومُ دفنه الثامن محرم دخولَ السلطان سليم الأول العثماني عَنْوةً إلى مصر وتملُّكه بها